# Saint-Didace
Saint-Didace est une municipalité de paroisse du Québec (Canada), située dans la municipalité régionale de comté de D'Autray, dans la région administrative de Lanaudière.

## Toponymie
Elle est nommée en l'honneur de Didace de Ségovie.

## Histoire
L'érection canonique de la Paroisse de Saint-Didace a lieu en 1863.
En mars 1864, le contrat de construction de l'église est donné à M. Edouard Hamelin, marchand de bois et entrepreneur de Saint-Barthélemy. Elle remplace une chapelle devenue trop petite pour la communauté. L’église s’ouvre au culte à l’occasion de Noël 1864.
En 1880, la population était de 2500 habitants.

## Géographie
La rivière Maskinongé traverse la municipalité de l'ouest au sud-est.
À partir de son crénon dans le sud-ouest de la municipalité la rivière Chicot coule vers le sud.
La rivière Rouge traverse la municipalité du nord-ouest vers le sud-est jusqu'à sa confluence, dans le sud-est, avec la rivière Blanche qui, à partir du lac Blanc, coule vers le sud-ouest jusqu'à sa confluence avec la rivière Maskinongé dans le sud-ouest de la municipalité.

## Démographie
| 1991 | 1996 | 2001 | 2006 | 2011 | 2016 | 2021 |
| ---- | ---- | ---- | ---- | ---- | ---- | ---- |
| 576  | 583  | 589  | 668  | 593  | 652  | 688  |

## Administration
Les élections municipales se font en bloc pour le maire et les six conseillers.
| Saint-Didace Maires depuis 2001                                                                                      |                     |         |          |
| Élection | Maire               | Qualité | Résultat |
| 2001 | Claude Archambeault |         | Voir     |
| 2005 | Isabelle Villeneuve |         | Voir     |
| 2009 | Guy Desjarlais      |         | Voir     |
| 2013 | Yves Germain        |         | Voir     |
| 2017 | Yves Germain        | Voir    |          |
| 2021 | Yves Germain        | Voir    |          |
| Élection partielle en italique Depuis 2005, les élections sont simultanées dans toutes les municipalités québécoises |                     |         |          |

## Éducation
La Commission scolaire des Samares administre les écoles francophones:
- École Germain-Caron[6]

## Patrimoine

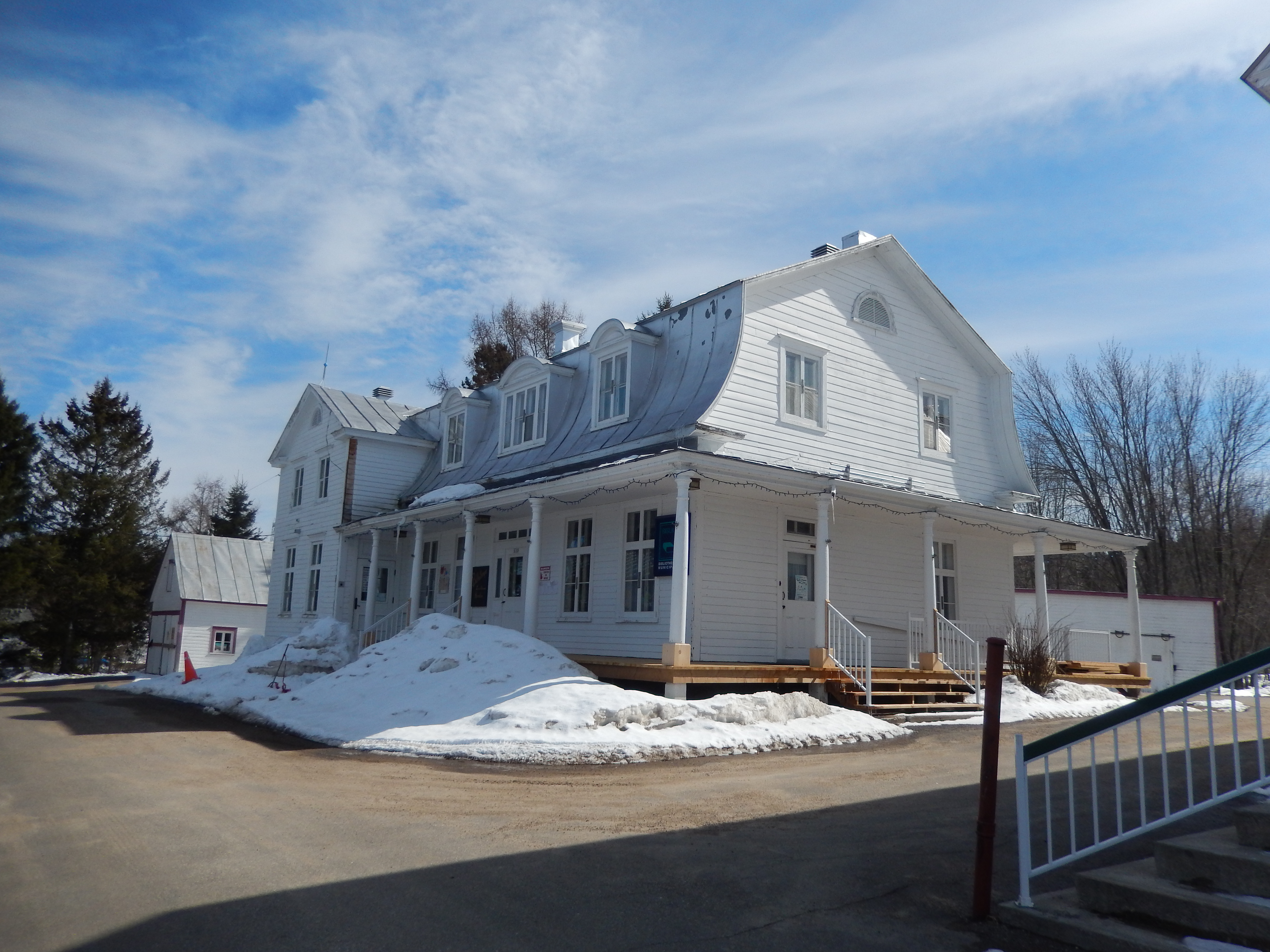
Presbytère de Saint-Didace, qui sert de bibliothèque municipale.

Le presbytère de Saint-Didace et le terrain en façade de celui-ci ont tous deux été cité comme immeuble patrimonial en 2020,. Il abrite la bibliothèque Louis-Edmond Hamelin.

## Culture
Au début des années 1970, le film La Vraie Nature de Bernadette de Gilles Carle est tourné en partie à Saint-Didace,,.
En 2002, le village a été le lieu de tournage du film québécois Sur le seuil de Éric Tessier, une adaptation du roman de Patrick Senécal.
Le livre 12 arpents (2023) de Marie-Hélène Sarrasin se déroule à Saint-Didace.

## Personnalités liées à la municipalité
- Mylène Mackay (1987-), actrice née à Saint-Didace
- Yves Gagnon (1954-), artiste, poète, écrivain, semencier, jardinier cofondateur des Jardins du Grand-Portage.
- Louis-Edmond Hamelin (1923-2020), géographe, linguiste, connu pour ses travaux sur la nordicité et pour son rôle dans la fondation du Centre d'études nordiques.